# 390. Sicherungs-Division
La 390. Sicherungs-Division fu una divisione di sicurezza dell'esercito tedesco attiva durante la seconda guerra mondiale che venne creata nel luglio 1944 e fu schierata sul fronte orientale, dove fu sciolta nel novembre 1944.

## Storia
La divisione fu costituita il 18 luglio 1944 (con ordine di formazione emesso il 20 giugno 1944), ribattezzando la 390. Feldausbildungs-Division. Dal settembre al novembre 1944, lo stato maggiore fu subordinato all'Heeresgruppe Mitte, nella 3. Panzerarmee che stava combattendo tra Lituania e Curlandia. Il 10 novembre 1944 lo stato maggiore della divisione fu sciolto ed utilizzato per costituire la 79. Volksgrenadier-Division.

## Ordine di battaglia
- verstärkte Regimentsgruppe Sicherungs-Regiment 603
- Divisions-Kampfschule
- Pionier-Kompanie 390
- Nachrichten-Kompanie 390[1]

## Decorazioni
Il comandante della divisione Hans Bergen è stato premiato con la croce di cavaliere della croce di ferro.

## Comandanti
- Generalleutnant Hans Bergen (20 giugno 1944 - 10 novembre 1944)[1]